# Волма (приток Вохтомы)
Волма — река в России, протекает в Парфеньевском районе Костромской области. Устье реки находится в 41 км по левому берегу реки Вохтома. Длина реки составляет 16 км. Площадь бассейна — 54,1 км³.
Исток Волмы находится в лесах в 34 км к северо-востоку от Парфеньева. Генеральное направление течения — юго-запад. В верхнем и среднем течении на берегах реки деревни Сидориха, Бабарыкино, Бабкино. Крупных притоков нет.
Волма впадает в Вохтому в посёлке Вохтома.

## Данные водного реестра
По данным государственного водного реестра России относится к Верхневолжскому бассейновому округу, водохозяйственный участок реки — Унжа от истока и до устья, речной подбассейн реки — Бассей притоков Волги ниже Рыбинского водохранилища до впадения Оки. Речной бассейн реки — (Верхняя) Волга до Куйбышевского водохранилища (без бассейна Оки).
Код объекта в государственном водном реестре — 08010300312110000016270.